# Besim Šerbečić
Besim Šerbečić (Gračanica, 1998. május 1. –) bosznia-hercegovinai válogatott labdarúgó, a Sarajevo hátvédje.

## Pályafutása

### Klubcsapatokban
Šerbečić a bosznia-hercegovinai Gračanica városában született. Az ifjúsági pályafutását a helyi Bratstvo Gračanicanál kezdte, majd a Zvijezda Gradačac akadémiájánál folytatta.
2015-ben mutatkozott be a Zvijezda Gradačac felnőtt csapatában. Mindössze 16 évesen a 2015. április 4-ei, Olimpic elleni mérkőzésen debütált. Április 18-án megszerezte első gólját is a Zrinjski Mostar ellen.
2016 júliusában a Radnik Bijeljina csapatához igazolt.
2018. január 23-án három éves szerződést kötött a norvég Rosenborg együttesével. Először a 2018-as szuperkupa mérkőzésén lépett pályára. Egy hónappal később a Haugesund ellen debütált a norvég ligában. Első gólját az augusztus 16-ai, Cork City elleni Európa-liga selejtezőn szerezte. A ligában először 2021. május 30-án, a Stabæk ellen talált be a hálóba.
A 2019–20-as és a 2020–21-es szezonban kölcsönjátékosként a FK Sarajevo csapatát erősítette.
2022. január 1-jén az Aalesundhoz igazolt. 2023. február 7-én a Sarajevohoz írt alá.

### A válogatottban
Šerbečić 2017 és 2020 között az U21-es korosztályban 10 mérkőzésen képviselte Bosznia-Hercegovinát.
2022-ben debütált a felnőtt válogatottban. Először a 2022. szeptember 26-ai, Románia ellen 4–1-re elvesztett mérkőzésen lépett pályára.

## Statisztikák
2023. április 15. szerint
| Klub                  | Szezon   | Osztály                | Bajnokság | Bajnokság | Kupa  | Kupa | Nemzetközi | Nemzetközi | Összesen | Összesen |
| Klub                  | Szezon   | Osztály                | Meccs     | Gól       | Meccs | Gól  | Meccs      | Gól        | Meccs    | Gól      |
| --------------------- | -------- | ---------------------- | --------- | --------- | ----- | ---- | ---------- | ---------- | -------- | -------- |
| Zvijezda Gradačac     | 2014–15  | Bosnian Premier League | 7         | 1         | —     | —    | —          | —          | 7        | 1        |
| Zvijezda Gradačac     | 2015–16  | First League of FBiH   | 17        | 1         | —     | —    | —          | —          | 17       | 1        |
| Zvijezda Gradačac     | Összesen | Összesen               | 24        | 2         | 0     | 0    | 0          | 0          | 24       | 2        |
| Radnik Bijeljina      | 2016–17  | Bosnian Premier League | 13        | 0         | 2     | 0    | —          | —          | 15       | 0        |
| Radnik Bijeljina      | 2017–18  | Bosnian Premier League | 17        | 2         | 1     | 0    | —          | —          | 18       | 2        |
| Radnik Bijeljina      | Összesen | Összesen               | 30        | 2         | 3     | 0    | 0          | 0          | 33       | 2        |
| Rosenborg             | 2018     | Eliteserien            | 4         | 0         | 5     | 0    | 4          | 1          | 13       | 1        |
| Rosenborg             | 2021     | Eliteserien            | 8         | 1         | 2     | 1    | —          | —          | 10       | 2        |
| Rosenborg             | Összesen | Összesen               | 12        | 1         | 7     | 1    | 4          | 1          | 23       | 3        |
| Sarajevo (kölcsönben) | 2019–20  | Bosnian Premier League | 20        | 2         | 1     | 0    | 4          | 0          | 25       | 2        |
| Sarajevo (kölcsönben) | 2020–21  | Bosnian Premier League | 9         | 0         | 1     | 0    | 1          | 0          | 11       | 0        |
| Sarajevo (kölcsönben) | Összesen | Összesen               | 29        | 2         | 2     | 0    | 5          | 0          | 36       | 2        |
| Aalesund              | 2022     | Eliteserien            | 26        | 0         | 1     | 0    | —          | —          | 27       | 0        |
| Sarajevo              | 2022–23  | Bosnian Premier League | 8         | 0         | 0     | 0    | 0          | 0          | 8        | 0        |
| Összesen              | Összesen | Összesen               | 129       | 7         | 13    | 1    | 9          | 1          | 151      | 9        |

### A válogatottban
| Válogatott          | Év       | Pályára lépés | Gól |
| ------------------- | -------- | ------------- | --- |
| Bosznia-Hercegovina | 2022     | 1             | 0   |
| Összesen            | Összesen | 1             | 0   |

## Sikerei, díjai
Rosenborg
- Eliteserien
  - Bajnok (1): 2018

- Norvég Kupa
  - Győztes (1): 2018

- Norvég Szuperkupa
  - Győztes (1): 2018

Sarajevo
- Bosnian Premier League
  - Bajnok (1): 2019–20